# La Banda de Gaal
La Banda de Gaal fue un grupo de rock español surgido en Valencia y que estuvo activo entre 1979 y 1981. No dejó ninguna grabación oficial, pero aun así está considerada como una formación de culto en la escena underground de su ciudad de origen, principalmente debido a la posterior proyección de todos sus miembros.

## Historia
El sonido de La Banda de Gaal abarcaba influencias desde Bowie a The Stooges o Magazine, todo ello alimentado por letras irónicas en castellano y una actitud entusiasta, no carente de provocación, en su puesta en escena.
Terminando el año 1979, Manolo Rock Aguilar entra a desempeñar la función de mánager personal y de este modo comienza a forjarse, actuación tras actuación, cierta leyenda alrededor del grupo. 1980 fue un periodo muy generoso en cuanto a número de conciertos se refiere y, curiosamente, casi todos ellos se celebraron en salas y discotecas de la Vega Baja alicantina. Sobre febrero de este año, Gonzalo Díaz abandona su puesto y da paso a Toni Palmer.
El grupo, con un repertorio muy consolidado, y que incluye canciones como Agua de Gaal, Oil of julay, Zuecos verdes de tacón o Martini Dyl, comienza a despertar interés entre los promotores. 
Es invitado a participar en la Primera Semana de Rock Ciutat de Valencia, que se celebró del 3 al 9 de marzo de 1980 en un entorno tan especial y privilegiado para la música como el Teatro Principal de la capital del Turia. Allí comparten cartel, entre otros, con Mediterráneo, Cotó-en-Pel, Doble Zero, Remigi Palmero y Tarántula.
Actuaciones memorables tendrán lugar en La Sala Escalante de Valencia, y en el Parque de María Luisa de Sevilla.
Su último concierto fue el 14 de marzo de 1981 en la sala Planta Baja de Valencia.
Los derroteros en la historia del grupo y sus componentes, llevan en 1981 a una salida temporal de Remi, suplida por el bajista Julián García. Son tiempos convulsos en el seno de la banda que se recompondrá. Luis Badenes y José Luis Macías vuelven a contar con Remi Carreres y junto a Adolfo Barberá y José Nano Payá, ambos provenientes de Doble Zero, ponen de nuevo en marcha a La Banda de Gaal, contando con las voces de dos vocalistas, Rosario y Alicia. La Banda pasará más tarde a llamarse Glamour de la mano del productor Esteban Leivas, quien les fue presentado por el periodista musical Rafa Cervera.

## La proyección individual
- José Luis Macías: Glamour, Última Emoción, Comité Cisne, Matador, Satélite Pop, Room 101 y Los Incatalogables y Yo. Productor del álbum Fotógrafo del cielo de Surfin' Bichos. Disco en solitario Regreso a Valencia[4] (Grabaciones Accidentales, 1988).
- Miguel Ángel Vte. Gabotti: Carrera en solitario como Gabotti (No quiero ser. DRO, 1983. Soy un ligón. DRO, 1984 y Marcando distancia. Radical, 1896). Esgrima (Locos de la moda. Citra, 1983), Al Fin Solos (He comprado un hombre para ti. Twins, 1986), Desaparecidos, Manía e Inhumanos.
- Luis Badenes: Glamour. Hizo un trabajo para Pino Sagliocco con el nombre de MIX. Múltiples proyectos bajo el nombre artístico de Luix TV y Luis Badenes con producciones de Esteban Lucci, Tomas Castillo, etc. En la actualidad tiene 4 canales en Youtube donde sigue publicando sus múltiples composiciones.
- Remi Carreres: Glamour, Comité Cisne y Los Cangrejos.
- Adolfo Barberá: Doble Zero, Glamour, Ceremonia y Seres Vacíos.
- José Nano Payá: Doble Zero, Glamour, Ceremonia, Gabotti y Manía.